# 12909 Джекліфорд
12909 Джекліфорд (12909 Jaclifford) — астероїд головного поясу, відкритий 17 вересня 1998 року.
Тіссеранів параметр щодо Юпітера — 3,425.